# 最恵国待遇
最恵国待遇（さいけいこくたいぐう、英: most favored nation treatment、MFN）は、通商条約、通商航海条約において、ある国が別の国に対して、最も有利な待遇を受けることを現在および将来において約束することである。また、経済分野でも企業間の契約条件の決め方に使われる。なお、米国の通商法では、1998年以降、通常貿易関係 (normal trade relations)と呼んでいる。

## 概要
最恵国待遇には、条件つき最恵国待遇と無条件最恵国待遇、双務的最恵国待遇と片務的最恵国待遇などがあるが、現在では無条件最恵国待遇が一般的である。
最恵国待遇は内国民待遇とともに、外国において差別を受けることなく公正な貿易や商取引などを保障するための重要な役割を果たしている。
1947年に作成された「関税及び貿易に関する一般協定」（1947年のGATT）1条には、特定国に与えた最も有利な貿易条件は全加盟国に平等に適用すること（一般的最恵国待遇）が明記されており、この規定は1994年に作成された「世界貿易機関を設立するマラケシュ協定」（WTO設立協定）の附属書1Aである「1994年の関税及び貿易に関する一般協定」（1994年のGATT）にも引き継がれている。ただし、授権条項により途上国支援を目的とした特恵関税等が最恵国待遇の例外として認められており、自由貿易協定や関税同盟も最恵国待遇の例外となっている。
日本の最恵国待遇規定の例として、過去においては1895年締結の日清講和条約（下関条約）に最恵国条項が含まれていた。2016年現在においては、1912年締結の日蘭通商航海条約（1953年復活）が存在し、日本人はオランダにおいてオランダの最恵国の国民であるスイス人と同等の待遇を受け、オランダ人は日本において日本の最恵国の国民と同等の待遇を受けることとなっている。また、1953年締結の日米友好通商航海条約には部分的な最恵国待遇規定が含まれているほか、他の二国間条約においても最恵国条項の含まれているものが存在する。

## 歴史
最恵国待遇の最も古い形態は11世紀にも見られる。今日の最恵国待遇の概念は、条件付き最恵国待遇と無条件最恵国待遇の区分が始まった18世紀に現れ始める。国際貿易の初期には「最恵国待遇」は通常、二国間・国家間で使用されていた。
マドリード条約 (1667年)では、スペインがイギリスに最恵国待遇の貿易資格を与えた。1794年のジェイ条約で、アメリカ合衆国はイギリスにも最恵国待遇の貿易資格を与えた。1882年の米朝修好通商条約では、李氏朝鮮はアメリカ合衆国から最恵国待遇を強制された。
第二次世界大戦後、関税と貿易は関税及び貿易に関する一般協定（GATT）を通じてすべての利害関係者によって同時に交渉され、最終的に1995年に世界貿易機関（WTO）が設立された。WTOは、加盟国が互いに最恵国待遇を与えることを義務付けている。最恵国待遇条項は、第二次世界大戦後に資本輸出国と資本輸入国の間で締結されたほとんどの二国間投資条約にも含まれている。

## 撤回

### ロシアに対する最恵国待遇の撤回
2022年のロシアによるウクライナへの軍事侵略に対する制裁の一環として、ロシアに対する最恵国待遇の撤回及びこれに伴う関税の引き上げが行われている。
2022年3月11日に発出された、ウクライナ情勢に関するG7首脳声明は「我々は、各国の手続と整合的な形で、重要製品に関するロシアの最恵国の地位を否定する行動をとるよう努める。これにより、ロシアの世界貿易機関(WTO)加盟国としての重要な利益が打ち消され、ロシア企業の製品がもはや我々の経済において最恵国待遇を受けないことが確保される。我々は、G7を含め、ロシアの最恵国待遇の撤回を宣言したWTOメンバーによる幅広い連合による声明が現在準備されていることを歓迎する」と述べている。
2022年3月16日までに、日本を含むWTO加盟14カ国がロシアに対する最恵国待遇の取り消しなどを行う方針を発表したと報道がされた。この報道が具体的にどの行動を意味しているか詳細がないが、3月14日で発出され、3月15日付で配布された、14のWTO加盟国の声明のなかで「ロシア連邦に関する譲許その他の義務（例えばロシア連邦の製品・サービスに対する最恵国待遇）の停止のための措置を取る」（actions to suspend concessions or other obligations with respect to the Russian Federation, such as the suspension of most-favoured-nation treatment to products and services of the Russian Federation）が用いられている。
2023年3月31日までに、日本を含む各国は同措置を2024年3月31日まで延長する旨を発表した。

#### ウクライナ
当事者のウクライナは、2022年3月2日付のWTO一般理事会への書簡により、ロシアとの関係においてWTO協定の適用を全面的に停止することを通報した。

#### カナダ
カナダは、2022年3月3日付で最恵国待遇撤回命令(Most-Favoured-Nation Tariff Withdrawal Order (2022-1))を公布し、撤回及びこれに伴う関税の引き上げを実施した。カナダの場合、関税定率法（Customs Tariff (S.C. 1997, c. 36)）第31条の規定により、総督の布告により最恵国待遇撤回が可能である。ただし第32条の規定により議会の承認がされないときは180日後に失効する。最恵国待遇撤回の場合、第29条第2項の規定により関税率は35%（ただし一般税率がこれを上回る場合は一般税率と同等の率）となる。

#### アメリカ合衆国
アメリカ合衆国は連邦議会において最恵国待遇を撤回するための法案の策定が行われ、2022年3月11日、ホワイトハウスはこれを歓迎する声明を出した。
3月17日、アメリカ合衆国下院は、共和党14名、民主党12名の共同提出による超党派提案によるロシア及びベラルーシ通常貿易関係停止法（Suspending Normal Trade Relations with Russia and Belarus Act）を賛成424（民主党222，共和党202)，反対8(共和党8)、棄権1（共和党1)で可決し、上院へ送付した。法案は、制定の日の翌日以後、ロシア及びベラルーシに対し、最恵国待遇を受けない国に対する税率（合衆国関税率表（HTS）コラム2の税率）を適用すると規定し、更に大統領にこれを上回る関税引き上げを認める内容になっている。
2022年4月7日、アメリカ合衆国上院は、ロシア及びベラルーシ通常貿易関係停止法の一部修正を発声投票で可決し、法案自体は賛成100，反対0の満場一致で可決した。同日、下院は上院の修正に賛成420（民主党221，共和党199)，反対8(共和党3)、棄権1（共和党7)で同意した。法案は大統領に送付され、4月8日にジョー・バイデン大統領が法案に署名し、法案が成立した。法律番号は、 Public Law No 117-110。これにより、制定の日の翌日である2022年4月9日以降、ロシア及びベラルーシからの輸入品に関しては、キューバ及び北朝鮮からの輸入品と同じく、基本的に設定当時の1930年関税法の水準である合衆国関税率表（HTS）コラム2の税率が適用される。
6月27日、ジョー・バイデン大統領は、ロシア及びベラルーシ通常貿易関係停止法第3条(b)(1)に基づく権限により、570を超える品目230億ドル相当のロシア原産品の輸入に対して、関税率を35%に引き上げる大統領布告第10420号を発した。関税率引き上げは布告発表から30日後の米東部時間午前0時01分に有効となる。最恵国待遇の撤回とコラム2の税率の適用はすでに実施されていたが、ロシアの主要な輸出品目である天然資源などは、コラム2の関税率が低い場合も多いため、そのままでは制裁の意味をなさないとの見方があり、ロシア及びベラルーシ通常貿易関係停止法は大統領に対してコラム2の関税率を引き上げる権限を与えていたものであり、この権限を用いたことになる。

#### EU
EUは、2022年3月15日、理事会においてロシアに対する最恵国待遇を否認することを決定した。EU委員会の説明では、これは具体的な関税引き上げを伴わないとしている。

#### イギリス
イギリスは、2022年3月15日、ロシアに対する新たな経済制裁を決定し、このなかで最恵国待遇を否認及び鉄、鉄鋼、肥料、木材、タイヤ、鉄道コンテナ、セメント、銅、アルミニウム、銀、鉛、鉄鉱石、残留物/食品廃棄物、飲料、アルコール（ウォッカを含む）及び食酢、ガラスおよびガラス製品、シリアル、油糧種子、紙及び板紙、機械、芸術作品、骨董品、毛皮の皮および人工毛皮、船並びに白身魚について関税率を35%付加（現行が5%なら40%になる）することを決定した。2018年税制（域外貿易）法（Taxation (Cross-border Trade) Act (2018)）に基づく権限によるとされ、3月21日から施行される。

#### 日本
日本は、2022年3月16日、内閣総理大臣岸田文雄は、記者会見で「ロシアに対する貿易優遇措置である「最恵国待遇」を撤回いたします。」と表明した。これを受けて改正までの手続として、2022年3月28日に関税・外国為替等審議会関税分科会が開催され、2022年4月5日付で、財務大臣に対しロシアに対する関税における最恵国待遇の撤回についての答申がされた。
2022年4月5日の持ち回り閣議で、「関税暫定措置法の一部を改正する法律案」が決定、同日衆議院へ提出された。法案は、関税暫定措置法に「国際関係の緊急時において、WTO協定による関税についての便益を与えることが適当でないときは、政令で定める国を原産地とする物品で政令で定めるもので、政令で定める期間内に輸入されるものに課する関税の率は、条約優先を定める関税法第3条ただし書にかかわらず、（基本税率（暫定税率の適用があるときは暫定税率）とする」旨の規定（第3条第1項）を設けるものであり、関税法第3条ただし書にかかわらずとすることで、WTO協定以外の最恵国待遇を定める2国間条約の適用も排除している。具体的な対象は政令で指定されるが、関税・外国為替等審議会　関税分科会　配付資料では、ロシアに対し（ベラルーシは対象外）、全品目について2023年3月31日まで適用するとしている。
関税暫定措置法の一部を改正する法律案は、4月12日に衆議院本会議で、趣旨説明がされ、同日、財務金融委員会における趣旨説明がされ、4月13日に財務金融委員会において質疑がされ可決された後、4月14日に、衆議院本会議で可決された。賛成会派は、自由民主党、 立憲民主党・無所属、 日本維新の会、 公明党、 国民民主党・無所属クラブ、 日本共産党、 有志の会であり、反対会派は、れいわ新選組であった。
参議院においては、4月15日に本会議で、趣旨説明がされ、4月19日、財務金融委員会における趣旨説明及び質疑がされ可決された後、4月20日に、参議院本会議で可決され、成立した。参議院における会派別賛否は、コロナ対策のため押しボタン式投票に代わり起立採決となったため公式なHPから確認できない。
関税暫定措置法の一部を改正する法律は、成立した4月20日に官報特別号外第45号により令和4年法律第27号として公布された。また同じ官報により発動政令にあたる国際関係の緊急時に特定の国を原産地とする物品に課する関税に関する政令が、令和4年政令第179号として公布された。関税暫定措置法の一部を改正する法律及び国際関係の緊急時に特定の国を原産地とする物品に課する関税に関する政令はそれぞれの附則の規定により公布の日の翌日である2022年4月21日から施行され、ロシアの全貨物について、2023年3月31日まで、最恵国待遇の停止することになった。この期限は、国際関係の緊急時に特定の国を原産地とする物品に課する関税に関する政令の一部を改正する政令（令和5年政令第159号）による改正で2024年3月31日まで延長され、更に国際関係の緊急時に特定の国を原産地とする物品に課する関税に関する政令の一部を改正する政令（令和6年政令第159号）による改正で2025年3月31日まで延長されている。

#### オーストラリア
オーストラリアは、2022年3月31日に公式HPに掲載した声明で、4月25日からロシアに対する最恵国待遇を撤回して35%の追加関税を課すと発表した。最恵国待遇撤回と追加関税は、1901年関税法第273EA条 (section 273EA of the Customs Act 1901)に基づくものであり、この規定は、関税率の変更の意図を公示した場合、議会の議決の前に実施（6か月間に限る）ものである。この改正の意図の公示は2022年4月1日付で行われた、更にこの意図の公示は、4月13日で、経過措置の変更（2022年4月24日以前に輸出された分は適用除外になった）がされたが、関税引き上げの内容は変更はない。また同日付でオーストラリア税関通知2022-21号（Australian Customs Notice No. 2022/21）も発表された。適用期間は、2022年4月25日から10月24日までとなっている。カナダと異なり、オーストラリアの場合は、一般税率が10%であれば、ロシアに対する適用税率は45（10+35）%となる。
更にこの措置は、Customs Tariff Amendment (Incorporation of Proposals) Bill 2023により、1995年関税定率法（Customs Tariff Act 1995）第18A条として法律化され、Customs Tariff Amendment (Incorporation of Proposals) Bill (No. 2) 2023による改正で2025年10月24日までとなっている。